# Jezioro Bayano
Jezioro Bayano – zbiornik wodny we wschodniej części prowincji Panama, utworzony po spiętrzeniu rzeki Bayano w 1976 roku. Jego powierzchnia wynosi 350 km² co czyni je drugim co do wielkości w Panamie, ustępując jedynie jezioru Gatun.
Jezioro i rzeka zostały nazwane na cześć Bayano, przywódcy największego buntu niewolników w XVI-wiecznej Panamie.
Jaskinie Bayano znajdują się po południowej stronie jeziora.  